# Francisco Regalón
Francisco Regalón Cerezo (Algallarín, 19 febbraio 1987) è un ex calciatore spagnolo, di ruolo difensore.

## Carriera
Ha giocato nella seconda divisione spagnola.